# Un niño nace
«Un niño nace» es una canción de rock compuesta por el músico argentino Luis Alberto Spinetta que integra el álbum doble La la la de 1986, realizado en conjunto con Fito Páez, 20º álbum en el que tiene participación decisiva Spinetta y tercero de la carrera de Páez. El álbum fue calificado por la revista Rolling Stone y la cadena MTV como #61 entre los cien mejores discos de la historia del rock nacional argentino.
El tema es interpretado por Spinetta (voz y guitarra eléctrica) y Fito Páez (voz y teclados), siendo acompañados por Lucio Mazaira en arito y platos, y por Ricardo Mollo en ukelele, este último sin figurar en los créditos.

## Contexto
El álbum La la la fue el resultado de la colaboración musical de dos figuras máximas del rock nacional argentino, Luis Alberto Spinetta y Fito Páez. En el momento de la grabación Spinetta tenía 36 años y era una figura consagrada con diecinueve álbumes grabados, en tanto que Páez tenía 23 años y recién comenzaba a ser una estrella con dos álbumes grabados.
La colaboración de dos figuras máximas para sacar un álbum conjunto, como hicieron Spinetta y Páez en 1986, fue un hecho inusual en el rock nacional argentino. Argentina transitaba el tercer año de democracia luego de la caída de la última dictadura. En ese contexto democrático el rock nacional, que había aparecido en los años finales de la década de 1960, se estaba masificando y desarrollaba nuevas sonoridades, a la vez que ingresaba una nueva generación.
La asociación entre Spinetta y Páez canalizó precisamente ese encuentro entre la generación que fundó el rock nacional y la segunda generación marcada por la Guerra de Malvinas (1982) y la recuperación de la democracia (1983).

## El tema
El tema es el 18º track y octavo del Disco 2 (tercero del lado B) del álbum doble La la la. El tema se apoya en un arpegio de guitarra eléctrica tocado en la 9 y sol 7.
La letra tiene su centro en la frase del título: sin importar lo que pase, siempre hay un niño naciendo. Spinetta se pregunta entonces: "¿por qué tanto miedo"?

Las ciudades están cayendo
un niño nace
y los tallos siguen brotando
y un niño nace
las murallas ya van cediendo
y un niño nace
y las leyes están cambiando
y un niño nace.

Por qué entonces tanto miedo...
"Un niño nace" (fragmento)

Spinetta relacionó gran parte de su obra con los niños, como "Plegaria para un niño dormido", el álbum Los niños que escriben en el cielo, o la tapa de Madre en años luz. Para el álbum La la la aportó dos canciones sobre niños ("Un niño nace" y "Pequeño ángel") que a su vez fueron incluidas entre los diez temas que interpretó en el recital que dio en la Casa Rosada el 4 de mayo de 2005. En esta última ocasión Spinetta le dedicó la canción a su ahijado Lucas Martí, hijo de su amigo Eduardo Martí que se crio con sus propios hijos y dijo lo siguiente:

Ustedes vieron que los paisajes pueden alterarse no solamente por una maniobra del cielo, sino por una maniobra que aunque también es del cielo porque de ahí venimos, es una maniobra de nosotros los seres humanos. Las ciudades se desvanecen, se pueden destruir, se pueden sepultar... Pero hay algo que es inefablemente no cambiante, que es nacer.
Luis Alberto Spinetta

En 2008 Spinetta eligió "Un niño nace" para abrir su participación en el recital en memoria de María Gabriela Epumer, cerrando con "Plegaria para un niño dormido" luego de decir:

Para ese niño que está acá y en todos lados.
Luis Alberto Spinetta

Ricardo Mollo, exintegrante de Sumo y fundador de Divididos, ha relatado brevemente su participación en el tema, donde toca el ukelele fuera de créditos:

Como me pasó con La la la por ejemplo, de Spinetta-Páez; me invitaron a la grabación, yo estaba ahí escuchando, andaba con un ukelele que es un instrumento chiquitito con el que después grabamos “Sisters” muchos años después, y estaban escuchando uno de los temas de Spinetta que se llama “Un niño nace” y yo me puse a tocar una melodía arriba de eso y dijeron: "¿por qué no tocás eso ahí?", "bueno está bien" dije, y entré con el ukelele, que no es mi instrumento, y toqué. Por ahí esas cosas salen así, es lo mejor, para mí es lo mejor.
Ricardo Mollo

En Spinetta, el video, realizado por Pablo Perel en 1985 durante la grabación de Privé, Spinetta realiza una interpretación de "Un niño nace" en el jardín, acompañado solo por su guitarra acústica.